# 白洲迅
白洲迅（日语：／ Shirasu Jin，1992年11月1日—），日本男演員，東京都出身。原藝名「白州迅」，2012年5月轉換經紀公司時將姓名改為「白洲迅」。所屬經紀公司為CUBE Group。

## 經歷
1992年11月1日生、東京都出身。家中3兄弟中的長男。
2010年，高中就讀期間，因參加知名的「JUNON SUPER BOY」美少年選秀，進入前30名而踏入演藝圈。2011年，以網球王子舞台劇第二季的演出（冰帝三代）正式出道，出道當時所屬的經紀公司為White Dream。。
2013年4月，初次主演電視劇《押忍!!ふんどし部!]]》。
2021年9月16日，主演電視劇《反正你也逃不掉》，飾演男主角向坂拓己。
2022年4月30日，官方SNS宣布與藝人竹内渉結婚。

## 戲劇演出

### 電視劇
- 古書堂事件手帖～栞子與她的奇異賓客～ 第8話（2013年3月4日，富士電視台）
- 押忍!!ふんどし部!（2013年4月－7月，神奈川電視台等）- 主演・富永一郎太
- メ～テレドラマ「卒業」(2014年3月17日，名古屋電視台）- タケル
- 福家警部補的問候 最終話（2014年3月25日，富士電視台）- 鳥島秀
- 鈴木商店的當家娘（2014年5月9日，讀賣電視台）- 徳治郎
- 殺人偏差値70（2014年7月2日，日本電視台）- 向井
- 不會結束的故事（2014年8月，富士電視台）- 主演・一之瀬圭介
- 羅漢柏三三七拍子 第8話（2014年9月2日，富士電視台）- 若者
- HERO 2 第9話（2014年9月8日，富士電視台）- 阿部勝士
- 對不起青春！（2014年，TBS）- 昭島司
- 學校的階梯（2015年1月10日－3月14日，日本電視台）- 日向タクト
- 世界奇妙物語 25週年春季特別篇〜人氣漫畫家競賽篇〜「蟲之家」（2015年4月11日，富士電視台）- 直也 
  - 世界奇妙物語 25周年記念! 秋季連續2週SP 電影導演篇「謊言誕生之日」（2015年11月28日，富士電視台）- 増谷理
  - 世界奇妙物語 2020夏季特別篇「主播」（2020年7月11日） - 主演・赤城良太
- She（日语：She (テレビドラマ)）（2015年4月18日－5月16日，富士電視台）- 広瀬祐喜
- 戀愛中會有的事「社内恋愛あるある」（2015年6月24日，富士電視台）- 小山
- 假男友（日语：仮カレ）（2015年11月3日－12月22日，NHK BS Premium）- 高原瞬
- 青春偵探晴也～不容許大人的作惡～第6話（2015年11月19日，讀賣電視台）- 岡島武
- 叡古教授的事件簿（2016年5月21日，朝日電視台） - 阿蘇藤太
- NHK晨間劇 大姊當家 第54話・第55話、第67話（2016年6月4日・6日・20日，NHK） - 木戶稔
- はぴまり〜Happy Marriage!?〜 （2016年6月22日，Amazon Prime Video）- 八神裕
- 死幣-DEATH CASH-（2016年7月14日－9月15日，TBS） - 川邊雄大
- 營業部長 吉良奈津子（2016年7月21日－9月22日，富士電視台） - 丸尾裕人
- Career～打破常規的警察署長～ （2016年10月9日－12月11日，富士電視台）- 松本秀樹
- 人形佐七捕物帳 第3話（2016年11月8日，BS JAPAN） - 松原錦之介
- 不好意思，我們明天要結婚 第1話（2017年1月23日，富士電視台） - 明日香的前男友
- CRISIS 特別搜查隊 第1話（2017年4月11日，富士電視台） - 宇田川圭介
- 警視廳搜查一課9係 season12 第4話（2017年5月3日，朝日電視台） - 富田一郎
- 貴族偵探 第5話・第6話（2017年5月15日・22日，富士電視台） - 愛知川友也
- CODE:MIRAGE 第9話（2017年6月3日，東京電視台） - ユヅル
- 即使愛，也有祕密（2017年7月16日－9月17日，日本電視台） - 安達虎太郎
- 毛骨悚然撞鬼經驗 夏之特別篇2017「影女」（2017年8月19日，富士電視台）
- 明日的約定（2017年10月17日－12月19日，富士電視台）- 北見雄二郎
- 更喜歡明天的你（日语：明日の君がもっと好き）（2018年1月20日－3月10日，朝日電視台）- 城崎遙飛
- 只有我不存在的城市（2017年12月15日，Netflix）- 小林賢也
- 刑警7人（朝日電視台）- 野野村拓海
  - 第四部（2018年7月11日－9月12日）
  - 第五部（2019年7月10日－9月18日）
  - 第六部（2020年8月5日－9月30日）
  - 第七部（2021年7月7日－9月15日）
  - 第八部（2022年7月13日－9月14日）
  - 第九部（2023年6月7日－8月9日）
- 沉默的聲音 ～行動心理搜查官・楯岡繪麻～（2018年10月6日－12月15日，東京電視台）- 西野圭介
- 後街女孩（2019年2月18日－3月25日，MBS / 2月20日－3月27日，TBS）- 主演・山本健太郎
- 我可能不會愛你 (日本電視劇)（日语：僕はまだ君を愛さないことができる）（2019年7月15日－8月26日，富士電視台）- 主演・石田蓮
- 異世界居酒屋「阿信」（WOWOW）- 尼古拉斯
  - Season1（2020年5月16日－7月17日）
  - Season2（2022年5月27日－7月29日）
  - Season3（2023年1月13日－3月17日）
- life線上的我們 （2020年6月19日）- 主演・伊东晃
- 離婚活動（2021年4月16日，TBS）- 水無月連〜戀愛小說家
- 反正你也逃不掉（2021年9月16日－11月12日，MBS）- 主演・向坂拓己
- 消失的初戀 第8話（2021年11月27日，朝日電視台）- 岡野
- 鬧鐘電視 「善有善報」（めぐる。，2021年12月6日－12月17日，富士電視台）- 近藤榮太郎
- 正月時代劇 幕末相棒傳（2022年1月3日，NHK綜合・NHK BS4K） - 沖田總司
- 和風喫茶鹿楓堂 第2話 - 最終話（2022年1月22日－3月19日，朝日電視台）- 角崎英介
- 因性而別（2022年8月6日－9月24日，東海電視台・富士電視台） - 主演・磯森晶
- 佔領大醫院（2023年1月14日－3月18日，日本電視台）- 相模俊介
- 你回來了!小太郎一個人生活（2023年4月15日－6月10日，朝日電視台） - 宇田桃葉
- NHK大河劇 怎麼辦家康（2023年6月4日、11日，NHK）- 奧平信昌
- 跳槽的魔王大人 第6話 - 最終話（2023年8月21日－9月25日，關西電視台・富士電視台）- 天間聖司
- Fixer Season3（2023年10月8日－11月5日，WOWOW）- 小岩井俊
- 稅調～「繳不了稅」是有原因的～（2023年10月14日－12月23日，日本電視台）- 浜村宰
- 因為你把心給了我（2024年1月8日－3月18日，富士電視台）- 望田司
- 戀愛戰略會議（2024年3月13日，富士電視台）- 犬飼健斗
- GEEKS（2024年7月4日－9月19日，富士電視台）- 安達順平
- 遺產偵探 第4話・第5話（2025年2月15日・22日，日本電視台）- 宮越野心
- 愛在黑暗中（2025年4月16日－6月18日，日本電視台）- 小峰正聖

### 電影
- Dance!DanceDance!!（2014年）- 明彦
- IN THE HERO（2014年）- 永島俊
- HERO SHOW（2015年） - 主演・英雄
- Linking Love（2017年） - 茂手木健一郎
- 我很好
- EVEN ～君に贈る歌～（2018年） - RIN
- 劇場版 Dol:Men X（2018年） - MANABU
- 後街女孩（2019年） - 主演・山本健太郎
- 葬式的名人（2019年） - 吉田創
- HiGH&LOW THE WORST（2019年） - 桐原誠司
- 10万分之1（2020年11月27日） - 比名瀬祥
- 向田理髪店（2022年秋冬上映予定）- 向田和正

### 舞臺劇
- 網球王子舞台劇第二季（2011年 - 2012年）飾演 鳳長太郎 
  - 青学vs氷帝（2011年7月 - 9月）
  - DREAM LIVE 2011（2011年11月）
  - 青学vs六角（2011年12月 - 2012年2月）
  - 春の大運動会 2012（2012年5月）
- 合唱ブラボー!（2012年4月、CBGKシブゲキ!!）guest出演
- 押忍!!ふんどし部!（2013年2月、CBGKシブゲキ!!）主演・富永一郎太
- ダブリンの鐘つきカビ人間（2015年10月 - 11月、パルコ劇場等）
- 音樂劇「流星花園」（2016年1月 - 2月、シアタークリエ等）飾演 花沢類

## 外部連結
- 白洲迅官方網站 （页面存档备份，存于）
- 白洲迅個人blog （页面存档备份，存于）
- 白洲迅的Instagram帳戶（页面存档备份，存于）